# Trebbiantico
Trebbiantico is een plaats (frazione) in de Italiaanse gemeente Pesaro.